# Olivier Bazin
 (juin 2025).
Motif : une seule source centrée, très récente
- Archive Wikiwix
- Bing
- Cairn
- DuckDuckGo
- E. Universalis
- Gallica
- Google
- G. Books
- G. News
- G. Scholar
- Persée
- Qwant
- (zh) Baidu
- (ru) Yandex
- (wd) trouver des œuvres sur Wikidata

| 1. | Préciser le motif de la pose du bandeau. | Précisez le motif de la pose du bandeau en utilisant la syntaxe suivante : {{admissibilité à vérifier\|date=juin 2025\|motif=remplacez ce texte par le motif}}                     |
| 2. | Informer les utilisateurs concernés.     | Pensez à avertir le créateur de l'article, par exemple, en insérant le code ci-dessous sur sa page de discussion : {{subst:avertissement admissibilité à vérifier\|Olivier Bazin}} |

Olivier Bazin est un homme d'affaires français, aussi connu sous le nom de colonel Mario.

## Parcours
Olivier Bazin, aussi connu sous le nom de colonel Mario, est un ancien gendarme français, reconverti dans le commerce d'équipements militaires, et graviterai dans les réseaux sombres de la Françafrique depuis les années 1990, comme négociant en matières premières et en influences auprès des dirigeants africains.
Il est le fondateur et le dirigeant d'Agemira,, une société militaire privée localisée en Bulgarie et qui selon des experts de l'ONU a été engagée pour lutter contre le Mouvement du 23 mars (M23) lors de la chute de Goma en janvier 2025.